# Заліско Олександр Васильович
Олександр Васильович Заліско (нар. 27 листопада 1992, с. Топорівці, Чернівецька обл., Україна) — український Instagram-блогер (станом на 2025 рік мав майже 1 млн підписників), підприємець, волонтер, амбасадор волонтерського руху «Добробат». Став відомим через мем «Блогерская голодная туса».

## Життєпис
Народився в селі Топорівці Чернівецької області, має молодших брата й сестру. Матір Тетяна, батько Василь, таксист.

### Освіта
Навчався у місцевій загальноосвітній школі, брав участь у олімпіадах з української мови та математики. Закінчив школу з відзнакою, вступив до Буковинського фінансово-економічного університету, 2009 року став лауреатом премії Чернівецької міської ради[джерело?].

### Кар'єра
Здобув популярність у Instagram завдяки «вайнам», гумористичним відео, де висміював життєві ситуації, працював весільним ведучим.
У 2017 році про блог Заліска розповів телеканал «Еспресо TV» у матеріалі «5 українських Instagram-вайнерів, які змусять сміятись з себе».
У 2019 році організував у Чернівцях сатиричну акцію, висміюючи українську політику. Був організований концерт, на якому він виступав «кандидатом в президенти» України, представив свою «передвиборну програму» «Інстаграм у кожну хату».

### «Голодна туса»
2021 року Заліско святкував 29-річчя у львівському Будинку вчених. Святкування збігається за датою з Днем пам'яті жертв Голодоморів. Ведучий святкування Володимир Остапчук опублікував у соцмережах фото святкового столу з написом російською «Блогерская голодная туса». Це викликало обурення серед суспільства, фото було видалено. Згодом компанії Metro, Нова Пошта, Фокстрот, Pepsі, Rozetka, Київстар та деякі інші відмовилися від співпраці з Олександром.

Зокрема, представники Metro написали:
Компанія METRO Україна вважає неприйнятним для себе продовжувати співпрацю з блогерами Олександром Заліском, Олександрою Пустовіт, Наталією Литвин, Олександром Куровським, Дариною Запісочною, Тетяною Самбурською та ведучим Володимиром Остапчуком, поведінка та дії яких демонструють зневагу до трагічних подій української історії.
Згодом адміністрація львівського Будинку вчених заявила про неправдиву інформацію, отриману від організаторів на етапі резервації приміщення. Після розголосу у ЗМІ львівська мерія закрила Будинок вчених за карантинні порушення, а поліція оштрафувала Заліска на 17 тис. грн. Сам Заліско назвав День пам'яті жертв Голодоморів важливим днем, але наполягав, що має право святкувати день народження на власний розсуд.

## Війна росії проти України
Після початку повномасштабної війни РФ проти України проводив збори для ЗСУ і долучився до проекту «Добробат» як волонтер та амбасадор. «Добробат» — це добровольчий будівельний батальйон, який допомагає постраждалим у нагальному відновленні житла та об'єктів соціальної інфраструктури на деокупованих територіях.
24 лютого 2022 року опублікував звернення з закликом підтримати відключення росії від SWIFT та організував інформаційну кампанію для англомовної аудиторії в Instagram, щоб протистояти російській пропаганді. Невдовзі повернувся до України та організував збір на баггі «VOLS».
З проєктом «Культурний десант» брав участь у поїздках до прифронтових міст для підтримки українських військових.
У серпні 2022 року провів збір на баггі для військових, у грудні передав його бійцям ССО на східному фронті.
24 серпня 2022 року Заліско привіз на фронт автомобіль та дрони.
В листопаді 2022 року з командою доставив гуманітарну допомогу до звільненого Херсона. 
У грудні 2022 року з головою фонду «Зампотех» Ігорем Шкільним поїхав до Бахмуту, щоб передати військовим дрони.

## Політика
2015 — невдало балотувався від партії «Сила людей» до Чернівецької міськради.